# زبان معیار
زبان معیار (به انگلیسی: Standard language)، گونه‌ای نوشتاری یا گفتاری است که، افراد دارای تحصیلات بالای جامعه از آن استفاده می‌کنند و به عنوان الگوی زبان غالب، در جامعه پذیرفته شده‌است. در رسانه‌ها (مطبوعات، صدا و سیما)، سخنرانی‌ها و کتاب‌های درسی مدارس یا در گفتگوها و مصاحبه‌های رسمی از گونه معیار استفاده می‌شود. از آنجا که گونه معیار دارای اعتبار اجتماعی بالایی است، سایر گروه‌های اجتماعی نیز سعی در تقلید و پیروی از آن دارند.

## تعریف‌ها
- زبانی است که دانش‌آموختگان و فرهیختگان آن را چه در نوشتار و چه در گفتار به کار می‌گیرند.[۲]
- زبان معیار آن گونهٔ زبانی است که در مطبوعات به کار می‌رود و در مدارس تدریس می‌شود. علاوه بر این، زبان گونه‌ای است که افراد تحصیل کرده بدان تکلم می‌کنند و در پخش اخبار و سایر موقعیت‌های مشابه به کار می‌رود.[۳]
- زبان معیار گونه‌ای معتبر از یک زبان است که بیشتر به وسیلهٔ گویندگان تحصیلکرده‌ای که در مراکز فرهنگی و سیاسی یک کشور زندگی می‌کنند، به کار می‌رود. این گونه غالباً زبان رسمی در آموزش، رسانه‌های گروهی، نوشتار و سایر موقعیت‌های مشابه است.[۴]
- زبان معیار زبانی است که در ورای لهجه‌های محلی و اجتماعی رایج در یک کشور قرار دارد و وسیلهٔ ارتباط اجتماعی، علمی و ادبی کسانی است که ممکن است در شرایط دیگر به لهجه‌های محلی یا اجتماعی خاص خود تکلم کنند. این زبان معمولاً همان زبان درس خواندگان است و غالباً با زبان نوشتار یکی است.[۵]
- زبان معیار یکی از گونه‌های زبانی رایج در جامعه زبانی است که با تغییراتی که در صورت و ساخت و نیز نقش و کارکرد آن ایجاد می‌گردد از سوی اکثر افراد جامعه زبانی به عنوان الگوی زبانی معتبر پذیرفته می‌شود و در نوشتارهای رسمی و گفتارهای برنامه‌ریزی شده به کار می‌رود.[۶]
- هر زبانی با توجه به شرایطی مانند تعلق اهل آن به منطقه جغرافیایی و طبقهٔ اجتماعی معین و جنسیت و قومیت و سن و تحصیلات سخن‌گویان، گونه‌های زیاد و متعددی دارد که از میان آن‌ها یک گونه اعتبار بیشتری دارد، این گونهٔ خاص زبان معیار نامیده می‌شود.[۷]

## ویژگی‌ها
با توجه به این تعریف باید دید که چه گونه‌ای از زبان می‌تواند به آن درجه برسد که دانش آموختگان و فرهیختگان آن را به کار گیرند.
به نظر «بارچ»، گونه زبانی که بتواند به‌طور طبیعی به زبان معیار تبدیل شود باید دارای ویژگی‌های زیر باشد:
- یک گروه معتبر سیاسی و اقتصادی و تحصیلی آن را به کار برند.
- دارای ادبیات تاریخی و نویسندگان بزرگ باشد.
- در یک منطقه مرکزی جغرافیایی رواج داشته باشد.[۸]

همچنین «رنجبر» نیز سه ویژگی دیگر بدان می‌افزاید:
- سهولت گویش.
- تعداد گویشوران اصیل و غیر اصیل در مقایسه با سایر گونه‌های زبان.
- محبوبیت و مقبولیت گویش در بین گویشوران سایر گویش‌ها.[۹]